# Zwerg-Kurznasenflughund

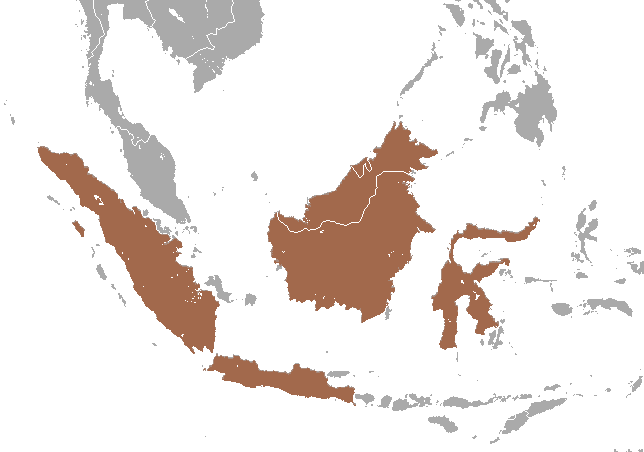
Verbreitungsgebiet des Zwerg-Kurznasenflughundes

Der Zwerg-Kurznasenflughund (Cynopterus minutus) ist ein in Südostasien verbreitetes Fledertier in der Unterfamilie der Kurznasenflughunde. Die Population wurde bis in die 1990er Jahre in den Gemeinen Kurznasenflughund eingeordnet.

## Merkmale
Wie der deutsche Name andeutet, ist die Art mit einer Kopf-Rumpf-Länge von 76 bis 83 mm, einer Schwanzlänge von 10 bis 12 mm und einem Gewicht von 19 bis 24 g einer der kleinsten Vertreter ihrer Gattung. Es sind 54 bis 59 mm lange Unterarme und etwa 15 mm lange Ohren vorhanden. Das recht kurze Fell hat fast auf dem gesamten Körper eine graue Farbe. Einen Kontrast bildet ein gelbbrauner Bereich um die Schultern, der einem Kragen gleicht. Typisch für den Kopf sind kurze rohrförmige Nasenöffnungen sowie dreieckige kissenartige Auswüchse an der Unterlippe. Weitere Kennzeichen sind die weißen Kanten der dunkelgrauen Ohren und dunkelgraue Flughäute.

## Verbreitung
Dieser Flughund ist auf Sumatra, Borneo, Java, Sulawesi sowie auf verschiedenen kleinen Inseln der Region verbreitet. Die Exemplare halten sich vorwiegend in Wäldern auf und besuchen gelegentlich Ortschaften oder Brachland.

## Lebensweise
Wie bei anderen Mitgliedern der Gattung Cynopterus besteht die Nahrung aus Früchten. Die Geburt der Nachkommen erfolgt am Ende einer der beiden Trockenperioden nach fünf bis sechs Monaten Trächtigkeit. Vermutlich ruht das befruchtete Ei eine kürzere Zeit vor der Weiterentwicklung. Weibchen bringen pro Wurf ein Jungtier zur Welt. Der Zwerg-Kurznasenflughund wird nach etwa 7 Monaten geschlechtsreif und kann nach 12 Monaten sein erstes Jungtier aufziehen.

## Gefährdung
Obwohl keine Bedrohungen für den Bestand bekannt sind, wird die Art selten dokumentiert. Das kann an einer komplizierten taxonomischen Zuordnung aufgefundener Kurznasenflughunde liegen. Die IUCN listet die Art aufgrund der weiten Verbreitung als nicht gefährdet (least concern).